# Démocrates de Norvège
Les Démocrates de Norvège (en norvégien : Demokratene i Norge) est un parti politique norvégien fondé à Oslo le 24 août 2002 par des dissidents du Parti du progrès rejoints par des membres des autres partis (Parti travailliste, Parti conservateur, Parti socialiste de gauche, Parti du centre).
Aux élections législatives de 2021, il passe pour la première fois la barre des 1 %.

## Histoire
Le parti obtient après sa fondation un unique député qui fut exclu du Parti du progrès. Par la suite, il remporte d'autres élus lors des élections locales de 2003 siégeant dans les conseils de 8 municipalités et dans une assemblée de comté. Il n'obtient pas de représentation parlementaire lors du scrutin de 2005.

## Idéologie politique
Le parti s'oppose énergiquement à l'immigration et est adversaire de la politique d'aide au tiers-monde.
Désire renforcer l'enseignement biblique à l'école et en général la place du christianisme dans la société, notamment en instaurant une discipline spécifiquement chrétienne et en supprimant toute aide publique aux autres confessions religieuses. Le parti exprime aussi un soutien fort à Israël dans le conflit avec les Palestiniens. Il est opposé à une adhésion de la Norvège dans l'Union européenne, et veut le retrait de l'EEE (Espace économique européen).
En différentes occasion il s'est montré très critique envers l'islam. Nombreux parmi les Demokratene considèrent l'islam fondamentaliste comme légitimant l'oppression et le terrorisme. Une revendication a été par exemple d'exiger des mosquées norvégiennes, sous peine de fermeture, une claire condamnation du terrorisme islamiste. Lors des attentats de Londres de 2005, le chef de la section du Nordland proposa l'interdiction de l'islam, qu'il considère comme la plus grande menace contemporaine contre le pays.

## Leaders du parti
- Vidar Kleppe (2002–2012)
- Kjell Arne Sellæg (2012)
- Elisabeth Rue Strencbo (2012–2013)
- Fredrik U. Litleskare (2013–2014)
- Ellen Simonsen (2014–)